# Maximino Magariños Rodríguez
Maximino Magariños Rodríguez de Bendaña (Santiago de Compostela, La Coruña 1869 - Santiago de Compostela, La Coruña 1927). Fue un escultor e industrial gallego.

## Biografía
Hijo de Juan Manuel Magariños Blanco (escultor) y de Dolores Rodríguez de Bendaña.  Maximino Magariños Rodríguez sexto hijo del matrimonio al que siguieron tres más, dos de los cuales fallecieron a corta edad. Santiago, el mayor de los hermanos, marchó a Argentina siendo aún muy joven y una vez establecido allí mandó llamar a su otro hermano Joaquín. Quedaron en Santiago de Compostela con sus padres Manuel y Maximino y sus tres hermanas, Generosa, Socorro y Teresa.
Nace Maximino en la madrugada del día dieciocho de noviembre de 1869, en la calle del Franco, 11 de la ciudad de Santiago de Compostela. Su bautismo tuvo lugar en la mañana de ese mismo día, en la Iglesia Parroquial de San Fructuoso y San Juan Evangelista de dicha ciudad. El niño recibió el nombre de Maximino y así se le llamó durante los años de su niñez, pero por error se hizo figurar en la partida de bautismo con el nombre de Ricardo, por lo que hubo un periodo de transición en el que el escultor ya adolescente, comenzó a utilizar el nombre compuesto de Ricardo Maximino, hasta que en 1892, por expediente formado y auto del Ilustrísimo Señor Provisor D. Victoriano Bandín (¿?), de nueve de julio de dicho año, se hizo constar formalmente mediante nota marginal en la partida de bautismo, que “este niño ha sido bautizado con el nombre de Maximino y no Ricardo”, y desde entonces el escultor comenzó a utilizar solo el nombre de Maximino con el que se le ha llegado a conocer.
Hubo durante algún tiempo en la familia la creencia de que el cambio de nombre se originó como consecuencia de la situación de guerras coloniales por las que atravesaba España, con la intención de evitar ser enrolado como soldado de “traje a rayas” en las campañas de Cuba. Algo hay de verosimilitud en esta creencia si se tiene en cuenta que “Ricardo” pertenecía al reemplazo de 1889 y estaba registrado en el Batallón de Depósito de Santiago número 62 como recluta en Depósito excedente de cupo y controlado mediante obligación de pasar revista todos los años durante seis años que se cumplían en 1895. La revolución de 1868 favoreció la sublevación e hizo estallar la Primera guerra de Cuba en la que desapareció un tío suyo, en 1895 estalló la segunda.
Su padre Juan Manuel Magariños Blanco era escultor con taller propio en Santiago y en el ambiente del trabajo artístico del padre pasó su infancia y junto con su hermano mayor Manuel siguieron la vena artística del padre.
Durante su adolescencia Maximino asistió a los cursos de modelado que se impartían en la Academia de Modelado de “La Económica de Santiago”  en la que se formaron otros jóvenes, futuros artistas compostelanos. Con 16 años se sabe que estuvo de escultor con su maestro el escultor Corgo Hermida, en el taller que este tenía en la Rúa Traviesa, y que el pintor Beltrán, de la Rúa de San Pedro, le tenía por muy adelantado en el dibujo. Tuvo además la oportunidad de tener como maestro a Sanmartín de la Serna. Corgo fue oficial de su padre y compañero de su hermano Manuel. Ambos maestros al decir de José María Moar, murieron en el “Gran Hospital”.
A los veintinueve años casó con una joven de dieciséis que conoció en Órdenes, Josefa Rodríguez Liste. Los casó D. Andrés Calo Brage, coadjutor de la Iglesia Parroquial de San Fructuoso y San Juan Evangelista, de Santiago, el día 14 de agosto de 1899. Maximino Magariños fue muy prolífico y durante su matrimonio que duró veintisiete años pudo reunir a su mesa nada menos que a dieciséis hijos. 
A lo largo de su vida artística fue requerido para concurrir a exposiciones nacionales y exposiciones regionales en donde sus admiradores esperaban un gran triunfo y el hecho de que en su primera Exposición Nacional (1897) en Madrid, fuera mencionado por Don Francisco Alcántara en su reseña crítica, entre los artistas más notables que concurrieron al certamen, hizo creer a todos que era un porvenir lisonjero el que le esperaba. No fue así. Su lucha en defensa de las artes compostelanas fue constante y tuvo que vencer la incomprensión de sus propios colegas que le llegaron a tildar de loco e iluso.
Este fue el pensamiento que le embargó a lo largo de toda su vida, corta vida, pues en 1927, aún no había cumplido 58 años, moría en Santiago víctima de una septicemia dejando viuda y trece hijos.
A su muerte la prensa local y regional, en España y la de Montevideo, en Uruguay y Argentina, se hizo eco de la misma en artículos que resaltaron la obra artística que desarrolló durante su vida. Su sepelio fue una demostración de admiración hacia su persona y de cariño hacia su familia.
En la formación de Magariños concurren de forma determinante tres factores: primero, el haber tenido una infancia marcada por la influencia artística de su padre y su hermano mayor Manuel, ambos escultores, que sin proponérselo infundieron en él, desde muy niño, la idea de llegar a ser escultor. Segundo, las enseñanzas recibidas en la Escuela de Dibujo y Modelado de “La Económica de Santiago”, de sus maestros Brocos, Sanmartín y Miras, que le llegaron a tener como discípulo aventajado y predilecto en el que inculcaron la concepción naturalista y realista en la escultura que ellos introdujeron en Galicia. Tercero su formación autodidacta. 
Hombre sereno y ecuánime busca en el estudio y en el trabajo disciplinado el método para llevar a cabo la realización de sus ideas y proyectos artísticos mediante un programa que se trazó desde muy joven. Trató de conservar, en cuantas obras ejecutó, el carácter propio de la escuela compostelana, mostrándose con los años como un artista capacitado que sabe escoger asesores artísticos y religiosos para la ejecución de sus obras, las cuales, los estudiosos del arte gallego, las enmarcan dentro del eclecticismo y de la corriente historicista que predomina en la escuela compostelana en le periodos de cambio de siglos del XIX al XX, en el que desarrolla toda su actividad artística. 
Con una personalidad propia, muy en consonancia con su carácter independiente, se hace patente su personalidad en los rasgos característicos que definen su obra de imaginería religiosa, que fue su principal ocupación, inspirada en modelos barrocos. 
Sus figuras masculinas presentan una fuerte caída de hombros estrechos, rostros ovalados de rasgos muy marcados, nariz afilada y ojos hundidos enmarcados por unas profundas cuencas. Los paños muestran la influencia de Ferreiro en la composición de los pliegues que, en ocasiones, insinúan la anatomía de la pierna avanzada y oculta. En las figuras femeninas se decanta por una composición piramidal, de canon esbelto, facciones serenas y místicas, muy características del arte gallego, cabellos largos y lumínicos, vestidos con paños largos y amplios, adaptados en su composición a la advocación que representa la imagen esculpida, con grandes arremolinamientos en sus Inmaculadas.
Sus Cristos crucificados, en expiración o en agonía y sus Cristos yacentes nos muestran un escultor anatómico que utiliza en la composición de la figura una anatomía de realismo sorprendente y de un expresionismo exasperado que revelan el sufrimiento interior padecido.
La policromía de sus figuras es sobria. Se rebela contra los pintores que en su tiempo embadurnaban las imágenes tratando de imitar las tonalidades de las imágenes que se importaban de otras regiones de España, y se hizo pintor y policromista de sus propias obras, utilizando una quasimonocromía de blancos y azules que aportan a la figura esculpida la tenue cromática del mármol y marfil. 
En cuanto a sus retablos hay quién considera a Magariños como el más característico y fecundo de los retablistas gallegos de su tiempo. Su arte evoluciona del Neogótico al Neoplateresco. 
En términos generales da a sus retablos una estructura armónica en la que destacan el detalle y proporción de los elementos iconográficos enmarcados en hornacinas separadas por pilastras estriadas o columnas estilizadas que sirven de división a las entrecalles del retablo. El cuerpo inferior muestra bajorrelieves con temas alegóricos, escudos o emblemas de la orden religiosa que encarga la obra o de personajes que recuerdan la época en que se hizo. En el segundo cuerpo, o cuerpo principal del retablo, opta por colocar imágenes de bulto y altorrelieves en las entrecalles, así como paneles tallados con motivos inspirados en estampas renacentistas y grabados de Gustavo Doré. En el ático, o cuerpo superior, destacan las cresterías Neogóticas y los pináculos flamígeros, sustituidos por detalles clásicos en los retablos Neoplaterescos.
En la última etapa de su actividad artística Magariños dedica su maestría como tallista a la construcción del mueble escultórico con raíces en el Renacimiento Español. Alcanzará renombre entre el público conocedor de arte y en las Exposiciones Nacionales y extranjeras por haber conseguido interpretar tal estilo sin las mistificaciones a que le llevó el afán comercial de otras regiones. La talla escultórica, la deliciosa gracia de la composición y el virtuosismo en las líneas constituyen el cualitativo más importante de su mueble escultórico consiguiendo que la ornamentación y las artes decorativas se fundan con la estética industrial y consiguiendo uno de los estilos de muebles más estimables y valiosos del arte español de su tiempo.